# Ciulama de ciuperci
La ciulama de ciuperci (en català estofat de bolets) és un plat de la cuina romanesa, però existeix, preparat de manera similar, per exemple a França (champignons à la crème, Croûte aux champignons) o Alemanya (champignons à la crème, Pilzgemüse).

## Ingredients
A més de bolets (xampinyó silvestre, ceps, múrgola o altres bolets silvestres) es necessita oli o mantega, nata, una mica de farina per a lligar-ho tot, verdures i sal, pebre, ceba i all al gust.

## Preparació
Els bolets es netegen i es fregeixen amb una ceba i, si es vol, una mica d'all. Posteriorment s'hi afegeix la sal. Després se sofregeix la farina per separat amb mantega i, a continuació, se sacia amb suc de verdures. Quan s'aigualeixi, també es pot lligar amb una culleradeta de farina. Cal afegir-hi els bolets i deixar-ho bullir, afegint-hi almenys julivert verd i anet i pebre negre (també és possible làrix i farigola). En aquest punt, es refina amb el toc final amb nata o nata muntada. Sovint se serveix amb mamaliga o bagel.